# تل بری بر - ۰۴۱
تل بری بر - ۰۴۱ در شهرستان شوشتر، روستای لنگر واقع شده و این اثر در تاریخ ۵ آذر ۱۳۸۰ با شمارهٔ ثبت ۴۲۷۴ به‌عنوان یکی از آثار ملی ایران به ثبت رسیده است.